# Weingut Leo Hillinger
Koordinaten: 47° 57′ 50,3″ N, 16° 46′ 57,1″ O

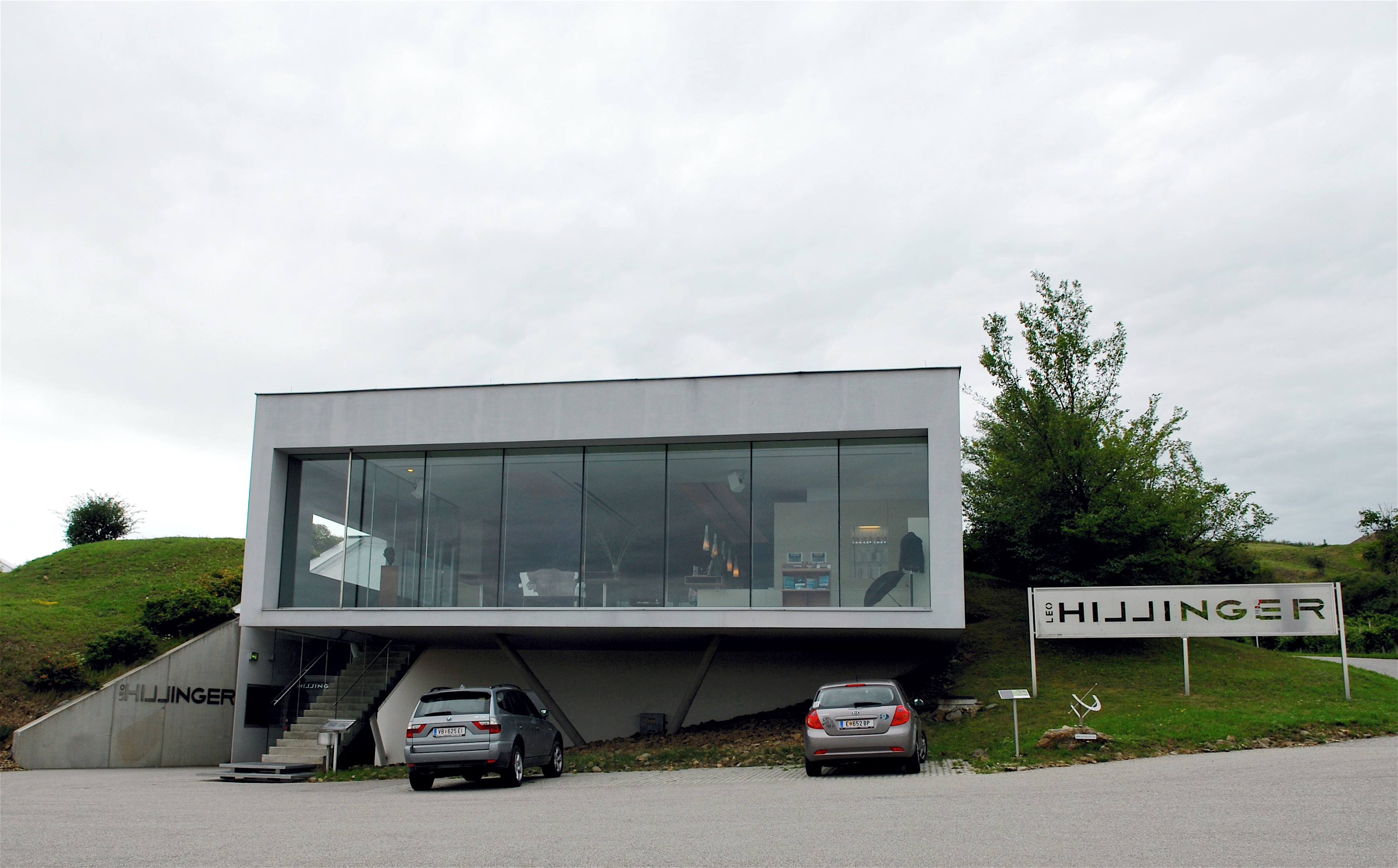
Weingut Hillinger, Jois, 2012

Das Weingut Leo Hillinger ist ein österreichisches Weingut in Jois im Weinbaugebiet Leithaberg im Burgenland.

## Geschichte
1990 übernahm Leo Hillinger (* 1967) das Weingut von seinem gleichnamigen Vater und baute den Betrieb zu einem der größten privaten Weingüter Österreichs aus. Im Jahr 2004 wurde der am Ortsrand von Jois befindliche neue Keller fertiggestellt.
Im Jahr 2006 wurde mit der Vermarktung der Serie Hungaro HILL, deren Wein aus Rieden im ungarischen Weinbaugebiet Mátrai borvidék, nahe Eger, stammt, begonnen. Auch in der Pfalz besitzt Leo Hillinger Lagen, die unter dem Namen GermanHill vermarktet werden. Das Unternehmen wurde 2006 in die Leo Hillinger Privatstiftung mit Sitz in Neusiedl am See nach dem Privatstiftungsgesetz eingebracht, die von der Familie Hillinger kontrolliert wird.
Rund 50 Prozent der Gesamtproduktion werden exportiert, insbesondere in die Schweiz, die USA, nach Polen, Russland und in weitere Länder Osteuropas. Auch auf Kreuzfahrtschiffen und auf Flügen von Austrian Airlines werden die Weine von Leo Hillinger angeboten.

## Anbaufläche, Rebsorten und Cuvées
Die Anbaufläche rund um Jois und Rust umfasst rund 100 Hektar (Stand 2013), wovon 50 Hektar auf eigene Weingärten entfallen; der Rest wird von Vertragswinzern bewirtschaftet. 20 Hektar zählen zu den „besten Lagen in Rust“: Oberer Wald, Gmärk und Pandkräften.
Neben den klassisch ausgebauten Rotweinen (Blaufränkisch, Cabernet Sauvignon, Pinot Noir, St. Laurent, Zweigelt) und den klassisch ausgebauten Weißweinen (Chardonnay, Grüner Veltliner, Pinot Grigio, Sauvignon Blanc, Welschriesling) bietet Hillinger unter der Bezeichnung HILL 1 eine Rotwein-Cuvée, als HILL 2 eine Weißwein-Cuvée und mit HILL 3 eine Trockenbeerenauslese an. HILLINGER Secco ist ein Rosé-Schaumwein aus 100 % Pinot-Noir-Trauben.
Im Oktober 2013 präsentierte Leo Hillinger in der Wiener Albertina eine neue Premium-Rotweincuvée mit dem Namen „Icon Hill“. Die Flasche dafür hatte die britische Architektin Zaha Hadid entworfen.

## Hillinger-Shops
2005 eröffnete Leo Hillinger im burgenländischen Ort Parndorf den Hillinger Flagship-Store. 2009 folgte die Eröffnung der Leo Hillinger Wineshop & Bar im "Designer Outlet Salzburg" in Wals-Himmelreich und gleichnamige Shops 2013 in Wien, 2014 in Kitzbühel und zeitweilig in München.